# Enex Jean-Charles
Enex Jean-Charles, né le 18 juillet 1960 à Chansolme, est un fonctionnaire, professeur et homme d'État haïtien. Il est Premier ministre du 28 mars 2016 au 21 mars 2017.

## Biographie
Le 22 mars 2016, après le rejet du gouvernement de Fritz Jean par l'Assemblée nationale, Enex Jean-Charles est nommé Premier ministre par un arrêté du président provisoire, Jocelerme Privert, après un accord avec le Parlement.
Le 24 mars, il forme son gouvernement qui est approuvé le même jour au Sénat à l'unanimité des 20 sénateurs et le lendemain à la Chambre des députés par 78 voix pour, une contre et 2 abstentions. Il est officiellement investi le 28 mars.
Le 9 février 2017, deux jours après l'investiture du président Jovenel Moïse, il présente sa démission. Jack Guy Lafontant lui succède.